# ويليام كارتر (لاعب كريكت)
ويليام كارتر (21 يناير 1841 في المملكة المتحدة - 18 نوفمبر 1888 في المملكة المتحدة) (بالإنجليزية: William John Carter)‏ هو لاعب كريكت بريطاني (وحمل سابقاً جنسية المملكة المتحدة لبريطانيا العظمى وأيرلندا). لعب مع نادي مقاطعة سري للكريكت ‏.

## وصلات خارجية
- ويليام كارتر على موقع إي آس بي آن كريك إنفو (الإنجليزية)